# گوبیو ۴۸۶۰
سیارک ۴۸۶۰ (به انگلیسی: 4860 Gubbio، نامگذاری:1987EP) چهار هزار و هشتصد و شصتمین سیارک کشف شده‌است که در ۳ مارس ۱۹۸۷ کشف شد.
قدر مطلق این سیارک برابر ۱۱٫۸۰ است.